# Theodor von Bernhardi
Felix Theodor Bernhardi, ab 1873 von Bernhardi (* 6. November 1802 in Berlin; † 12. Februar 1885 in Schöpstal-Kunnersdorf) war ein deutscher Diplomat und Historiker.

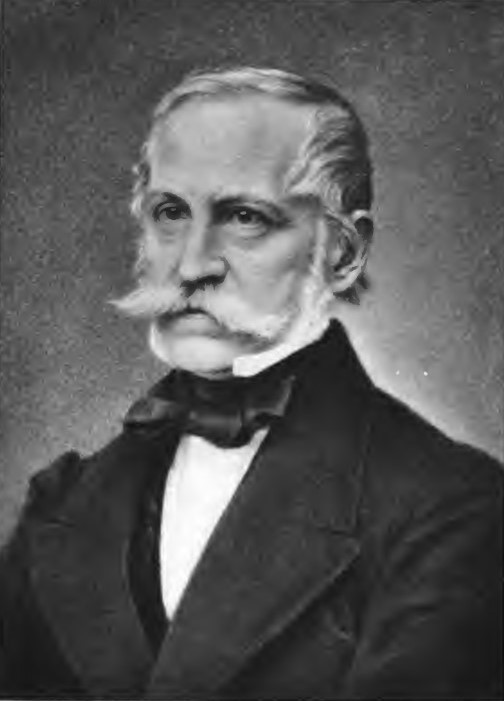
Theodor von Bernhardi (1802–1885), deutscher Diplomat und Historiker, Aufnahme um 1860

## Jugend
Bernhardi war der Sohn von August Ferdinand Bernhardi und Sophie Tieck, der Schwester von Ludwig Tieck. Er verlebte seine Kindheit in Rom, Wien und München, wo seine von seinem Vater geschiedene Mutter mit seinem Bruder Wilhelm Bernhardi (dieser ab 1809 beim  Vater in Berlin) und seinem späteren Stiefvater Karl Gregor (bzw. Georg) von Knorring (1773–1841) lebte. Dieser zog nach dem Einmarsch Napoleons in Russland 1812 mit der Familie auf sein Gut in Estland. Für Bernhardi hatte er eine diplomatische Karriere in Russland vorgesehen, obwohl dieser eher Deutschland zuneigte und zum Militär wollte. 1820–1823 studierte er an der Universität Heidelberg Geschichte, Staatswissenschaften, Mathematik und neuere Sprachen. Nach Worten seines Sohnes war er aber Autodidakt, der seine Bildung, wie im Kreis der Romantiker üblich, auf ausgedehnten Reisen erweiterte, wobei er u. a. die Bekanntschaft von Johann Wolfgang von Goethe und am badischen Hof die des bayerischen Königs machte. 1824 studierte er in Paris und ging dann nach Mailand, wo er spanische und italienische Literatur und Sprache sowie Kunstgeschichte studierte, und von wo er erst 1834 nach Berlin zurückkehrte. Seine ökonomischen Verhältnisse hatten sich inzwischen sehr verschlechtert, und er musste einen Brotberuf suchen. Er wohnte mit seinem Onkel Friedrich Tieck zusammen, verfasste eine Denkschrift über die Beziehungen Russlands zu Polen und ging auf Rat seines Schwiegervaters 1834 nach Sankt Petersburg, nachdem seine Mutter 1833 in Reval gestorben war.

## Zeit in Sankt Petersburg
Er fand Anstellung in der Kanzlei des Zaren und danach in der kaiserlichen Heraldik und schrieb für das Journal de St. Petersburg und knüpfte Verbindungen zu den dortigen Gelehrten. Mit einem staatswissenschaftlichen Werk (Versuch und Kritik der Gründe..) wollte er die Aufnahme in die Akademie erlangen, das wurde aber durch Intrigen verhindert. Er schrieb auch nicht veröffentlichte Werke über Heraldik und die deutsche „Urgeschichte“. 1846 heiratete er die älteste Tochter des Admirals Adam Johann von Krusenstern und siedelte 1851 nach dem Tod der Schwiegereltern nach Deutschland über.

## Übersiedlung nach Deutschland
Er kaufte ein Gut in Kunnersdorf, heute zu Schöpstal in Niederschlesien. Dort schrieb er die Geschichte des russischen Generals Karl Wilhelm von Toll (eine Geschichte der Befreiungskriege) und eine russische Geschichte. Er begann auch eine politische Tätigkeit und knüpfte Beziehungen zu hohen Militärs (Helmuth von Moltke, Albrecht von Roon), Gelehrten (Heinrich von Treitschke, Johann Gustav Droysen) und in Adelskreise bis hin zum späteren Kaiser Friedrich III. und zum späteren Wilhelm II. Denkschriften zur Reform der Armee stärkten den guten Eindruck, den er in Militärkreisen erworben hatte. Für den Herzog Friedrich von Augustenburg ging er 1862/1864 nach London, wandte sich dann aber preußischer Politik zu und knüpfte über Moltke und Roon Beziehungen zu Bismarck. Für Preußen ging er, 1865 zum preußischen Legationsrat ernannt, während des Krieges 1866 als politischer Berichterstatter nach Italien, wo er vergeblich versuchte Alfonso La Marmora zu einer erfolgreicheren, den preußischen Interessen ernstlich dienenden Kriegführung umzustimmen. Anschließend war er vom 19. Mai 1867 in Italien als preußischer Militärattaché eingesetzt. Hier löste er den amtierenden Attaché Armand von Lucadou ab. Auch nach dem Krieg blieb er bis November 1868 in Florenz. Sein Amtsnachfolger als Militärattaché war Arthur von Lattre. Von Italien aus wurde er von 1869 bis 1871 weiter nach Spanien kommandiert. Auch hier hatte er das Amt des Militärbevollmächtigten inne. Dieser Aufgabenbereich wurde ab Juni 1870 mit der Besetzung des Postens als Militärattaché in Portugal ergänzt. Nach seiner letzten Audienz am 17. Mai 1871 in Spanien wandte er sich ganz seiner wissenschaftlichen Arbeit zu. Er schrieb an seiner russischen Geschichte, ein Buch Friedrich der Große als Feldherr, Reiseerinnerungen an Spanien und als Vermischte Schriften veröffentlichte Aufsätze. Am 1. März 1873 wurde er in Berlin in den preußischen Adelsstand erhoben. Nach kurzer Krankheit starb der Witwer 1885 auf seinem Gut.
Als Historiker wurde er besonders durch Friedrich Christoph Schlosser beeinflusst.
Der Schriftsteller Wilhelm Bernhardi (1800–1878) war sein Bruder, der General und Militärhistoriker Friedrich von Bernhardi, der auch seine Denkwürdigkeiten herausgab und den Artikel in der Allgemeinen Deutschen Biographie über ihn schrieb, war sein Sohn.

## Schriften
- Versuch einer Kritik der Gründe, die für großes und kleines Grundeigentum angeführt werden. Petersburg 1849.
- Der französische Adel in seinem Verhältniss zur Revolution und zur Fusion. Wigand Verlag, Leipzig 1856.
- Reform der Heeresverfassung. Eine Denkschrift. Druck von Trowitzsch und Sohn, Berlin 1860.
- Bemerkungen zu dem Bericht der Militair-Commission des Abgeordneten-Hauses die Reform der Heeresverfassung betreffend. Hirzel Verlag, Leipzig 1861.
- Herausgeber: Denkwürdigkeiten aus dem Leben des russischen Generals Karl Wilhelm von Toll. 4 Bände. 2. Aufl., Leipzig 1865–1866. Band 1, Band 2, Band 3, Band 4.
- Volksmährchen und epische Dichtung. Ein Vortrag. Hirzel Verlag, Leipzig 1871.
- Aus der russischen Literatur: Der Dichter Krylow und seine Fabeln. In: Preußische Jahrbücher, Nr. 38, 1876, S. 463 ff.
- Aus dem Krimkrieg. Erinnerungen eines russischen Artillerieoffiziers. In: Preußische Jahrbücher, Nr. 39, 1877, S. 571 ff.
- Chateaubriand. In: Preußische Jahrbücher, Nr. 40, 1877, S. 573 ff.
- Napoleon I. Politik in Spanien. In: Historische Zeitschrift 40, 1878, S. 471 ff.
- Geschichte Russlands und der europäischen Politik in den Jahren 1814-31 (das. 1863–77, Bd. 1–3) (unvollendet geblieben, sie reicht nur bis 1822).
- Vermischte Schriften. 2 Bände. Berlin 1879. Band 1, Band 2.
- Friedrich der Große als Feldherr. Band 1 und 2, Mittler Verlag, Berlin 1881.		Band 1.
- Reise-Erinnerungen aus Spanien. Blätter aus einem Tagebuche. Hertz Verlag, Leipzig 1886.
- Aus dem Leben Theodor von Bernhardis, 9 Bände, Leipzig 1893–1906 (Tagebuchaufzeichnungen, postum).